# Aethomys bocagei
Aethomys bocagei је врста глодара из породице мишева (лат. Muridae). 

## Распрострањење
Ареал врсте је ограничен на једну државу. 
Ангола је једино познато природно станиште врсте, а ДР Конго непотврђено станиште.

## Станиште
Станишта врсте су шуме и саване. 

## Угроженост
Ова врста је наведена као последња брига, јер има широко распрострањење и честа је врста.